# Орлова (місто)
Орлова, попередня назва — Орлау (чеськ. Orlová, пол. Orłowa, нім. Orlau) — місто в окрузі Карвіна Моравсько-Сілезького краю Чеської Республіки. Розташоване в історичній області Тешинська Сілезія.

## Історія
Походження міста Орлови та його назви пов'язане з легендою періоду правління Сілезького князя Мешка IV Кривоногого, з династії П'ястів. Він пішов на полювання зі своєю вагітною дружиною Людмилою та особистою свитою на полуденний відпочинок. У цю мить з найближчих кущів злетів величезний орел, несучи гостя, якого він кинув прямо над головами здивованої княжої пари. Від переляку княгиня Людмила передчасно народила сина Казимира, майбутнього власника маєтку Тешин. Щасливий батько, побачивши в цій події Боже знамення, звелів побудувати на цьому місці каплицю, а поселення, що виникло біля каплиці, пізніше назвав на честь ініціатора всієї події — Орловим.
Перша письмова згадка про існування Орлови датується 1223 роком у зв'язку з документом вроцлавського єпископа Вавжинця (Лаврентія). У той час поселення становило ядро місцевості під назвою Саль (сіль) і належало ордену бенедиктинців, що базувався в монастирі в Тинці поблизу Кракова.
Назва Орлова згадується вперше у 1227 році. Орловський монастир, побудований бенедиктинцями (1291), став резиденцією абатства, яке сильно економічно вплинуло на регіон площею приблизно 160 км² навколо Орлови до 1560 року. Після секуляризації монастиря він належав родині циган із Слупеків (до 1619 р.), потім Блудовських із Блудов (1619—1838), а після вимирання цієї родини Орловський маєток придбав рід Маттенклойт, який у 1844 р. надав Ротшильдам право видобувати вугілля в регіоні. У 1765 році родина Блауд побудувала замок неподалік від церкви, який, на жаль, у 1970-х роках було реконструйовано через видобуток. З 1902 року замок також служив міською лікарнею.
У середньовіччі місто Орлова було сільськогосподарським селом. Важливе значення тут мала й реміснича майстерність, особливо полотняна. Початок гірничої справи в 19 столітті приніс докорінну зміну в життя Орлова. Відчувається значний приріст населення та змінюється і розвиток села. Поруч з розробками гірничодобувних робіт також зростають типові колонії затонулих кораблів. Перші спроби видобутку вугілля в Орлові відносяться до 1817 року. У 1850 році на території Орлови та Лазове було вже 16 вугільних копалень. Завершення спорудження залізниці Кошиці-Богумін у 1869 році мало фундаментальне значення для розвитку гірничої справи в Орлові, завдяки чому село отримало залізничне сполучення з усіма важливими центрами Австро-Угорської монархії.
Промисловий розвиток також приніс із собою соціальний і культурний бум. На початку 20-го століття Орлова стає центром чеської та польської освіти, місцем розташування багатьох культурних і спортивних товариств, музеїв і формує комерційну основу всього Тешинського краю. Після Першої світової війни в 1922 році він отримав права міста і в період Першої Республіки був важливим економічним і соціальним центром округу Фриштат. Однак 1930-ті роки позначені тимчасовим падінням добробуту, особливо під час світової економічної депресії, пов'язаної з проявами соціальних заворушень і страйків, найвідомішим з яких є Орловський страйк 1925 року, під час якого 4 жертви втратили життя після втручання поліції.
Після Мюнхенської угоди, у жовтні 1938 року, Орлова і весь район Заолжя перейшли до Польщі. На початку Другої світової війни місто анексувала нацистська Німеччина. Після війни Орлова повернулася до складу Чехословаччині. Хоча окупація не завдала значних воєнних збитків, воєнний період означав відтік особистостей з економічної та культурної соціальної сфери, що було наслідком постійного тиску германізації. Незважаючи на ці впливи, Орлова вступає в повоєнний період після звільнення як важливий промисловий центр із сильним акцентом на видобуток вугілля.
Відразу після Другої світової війни у 1946 році традиційний зв'язок Орлови та Лазу був доповнений прийняттям села Поруба, а пізніше у 1960 році Горні Лютина. Постійно зростаючий видобуток вугілля починає дуже негативно впливати на будинки та архітектуру, особливо в частинах Орлови та Лази. Виходячи з цих руйнувань, навіть розглядали повну ліквідацію Орлови та переселення її жителів у сусідні міста та села. Після анексії ґміни Горні Лютине цей план було змінено на ідею побудови великого житлового масиву на території ґміни, який би запропонував нове житло мешканцям Орлови з замінованих частин міста, а також як нові громадяни, які приїхали до Орлови на заробітки на основі шахтарських рекрутських кампаній. Будівництво садиб почалося в 1963 році.

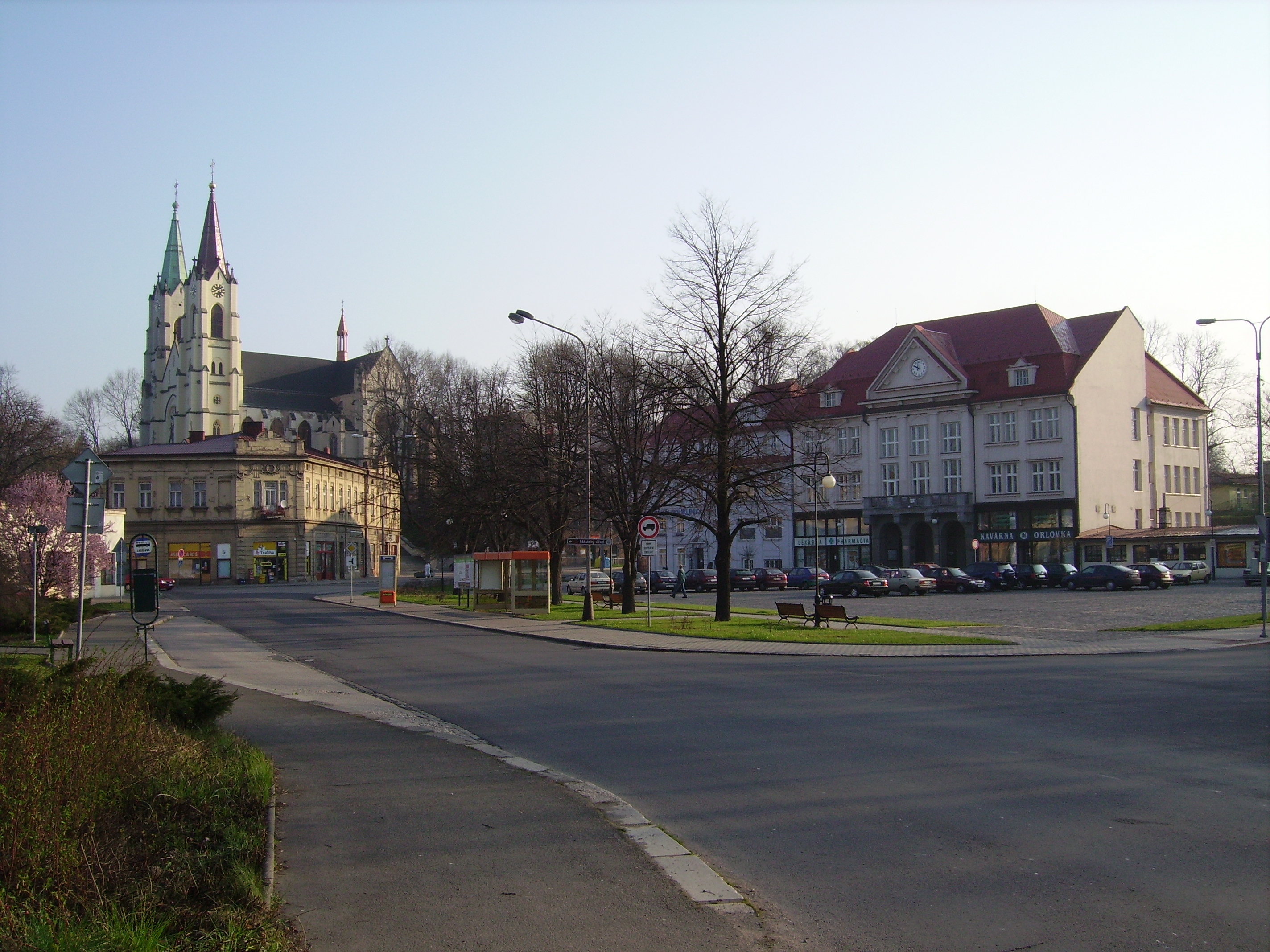
Неоготичний костел у старій частині міста з назвою «Сілезький замок»

Листопад 1989 року став для Орлови значним переломом, головним чином у двох сферах. З одного боку, змінилася однобічна індустріальна орієнтація та структура зайнятості міста, яка в попередні роки була спрямована на видобуток корисних копалин, до форми стандартних міст із більшою часткою послуг і легкої промисловості. Принципово змінилася і філософія підходу до історичної частини міста: розпочато процес ревіталізації, який наразі зосереджений на збереженні архітектури з метою підготовки умов для забудови та ревіталізації цієї частини після наслідків гірничих робіт. Так вдалося врятувати низку будівель від запланованого знесення, у тому числі історичну ратушу 1928 року — важливу пам'ятку культури міста.

## Культові споруди
- Масивний двовежовий неоготичний костел Різдва Пресвятої Богородиці в неоготичному стилі 1905 р., який замінив первісну будівлю 1466 року.
- Ще одна відома пам'ятка — ратуша 1928 року.
- Лютеранська церква, посвячена в 1862 році.

## Освіта
В Орлові є кілька початкових шкіл, переважно чеських, і одна польська. Також є кілька середніх шкіл. Найбільш помітною є чеська гімназія, перебудована в сучасному архітектурному стилі і відкрита в 1996 році.

## Персоналії
- Станіслав Гінар (1942—1995), чехословацький перекладач та дипломат. Генеральний консул Чехословаччини в Києві (1990—1992)